# Сари Есаја
Сари Есаја (фин. Sari Miriam Essayah; Хаукивуори, 21. фебруар 1967) је бивша финска атлетичарка, специјалиста за брзо ходање.
Њен отац је из Марока.
После завршене спортске каријере започела је политичку. Као представник Хришћанско-демократске партије била је у Финском парламенту у мандату између 2003—2007. На новим изборима њена партија није упела на изборима 2007, а од 2009. постала је члан Европског парламента.

## Спортска каријера
Сари Есаја интернационалну каријеру ходача почела је 1987. са деветнаестим местом у на 10 км ходање у Светском купу. Своју прву медаљу осваја трећим местом на Универзијади 1989. у Дуизбургу.
У 1990. години заузима пето место на Европском првенству у Сплиту. Године 1991. на Универзијади у Шефилду и Светском првенству у Токију осваја прво место, а на Светском купу треће место. На Олимпијским играма у Барселони 1992. она је четврта.
Њен највећи успех остварен је 1993. на Светском првенству у Штутгарту. Победила је резултатом 42:59 минута, девет секунди испред италијанке Илеане Салвадор.
Исти успех постигла је и на Европском првенству 1994. у Хелсинкију.

## Значајнији резултати
| Год. | Такмичење          | Место                     | Пласман | Резултат |        |
| 1987 | Светско првенство  | Рим, Италија              | 19      | 48,30    | 10 km  |
| 1989 | Универзијада       | Дуизбург, Западна Немачка | 3       |          | 5000 м |
| 1991 | Светско првенство  | Токио, Јапан              | 3       | 43,13    | 10 km  |
|      | Универзијада       | Шефилд, Енглеска          | 1       |          | 10 км  |
| 1992 | Олимпијске игре    | Барселона, Шпанија        | 4       | 45:08    | 10. км |
| 1993 | Светско првенство  | Stuttgart, Germany        | 1       | 42:59    | 10 km  |
| 1994 | Европско првенство | Хелсинки, Финска          | 1       | 42:37    | 10 km  |
| 1995 | Светско првенство  | Гетеборг, Шведска         | 4       | 42:20    | 10 km  |
| 1996 | Олимпијске игре    | Атланта, САД              | 16      | 45:02    | 10. км |

## Лични рекорди
| Дисциплина      | Време    | Место    | Датум          |
| --------------- | -------- | -------- | -------------- |
| на отвореном    |          |          |                |
| 10,000 м ходање | 42:37,0  | Берген   | 8. мај 1993    |
| 10 км ходање    | 42:20    | Гетеборг | 7. август 1995 |
| 20 км ходање    | 1:32:05  | Ванта    | 5. мај 1996    |
| у дворани       |          |          |                |
| 3000 м ходање   | 12:06,10 | Торонто  | 13. март 1993  |